# Guinda de Masma Chicche
La Guinda de Masma Chicche es un árbol patrimonial ubicado en el distrito de Masma Chicche, provincia de Jauja, departamento de Junín, Perú. Se trata de un ejemplar de la especie Prunus serotina, conocido comúnmente como guinda, que destaca por su longevidad y tamaño.

## Descripción
El árbol se encuentra en el paraje Guindas Pampa, en el barrio de Los Ángeles del distrito de Masma Chicche. Tiene una altura de 9 metros y un diámetro de 0.97 metros.En 2023 mediante investigación dendrocronológica se determinó una edad de 121 años.
Ha sido reconocido como árbol patrimonial por la Municipalidad distrital de Masma Chicche mediante la Ordenanza Municipal N° 009-2023-MDMCH. En 2024, fue parte de un circuito turístico de árboles patrimoniales de la provincia de Jauja. 

## Galería

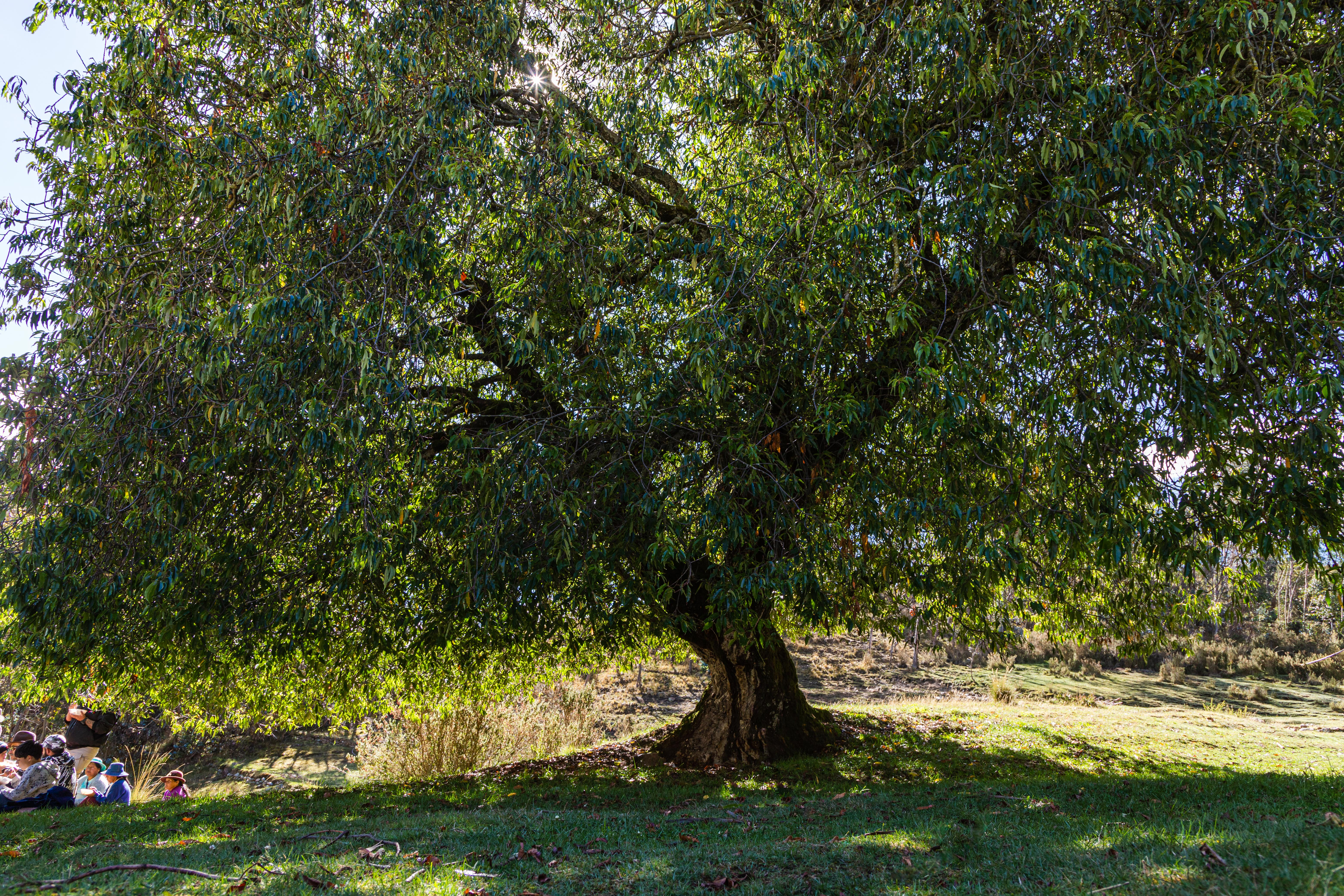
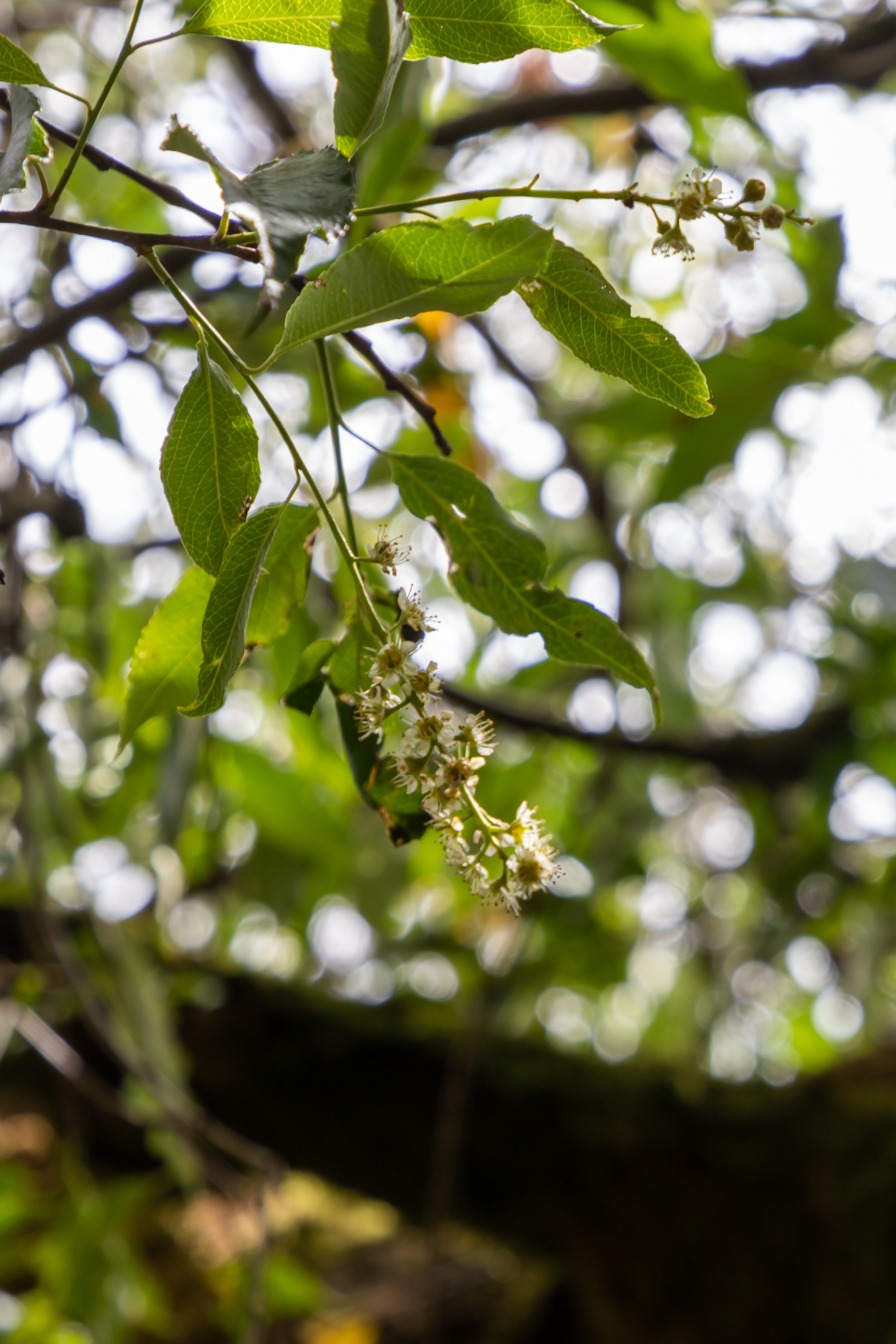
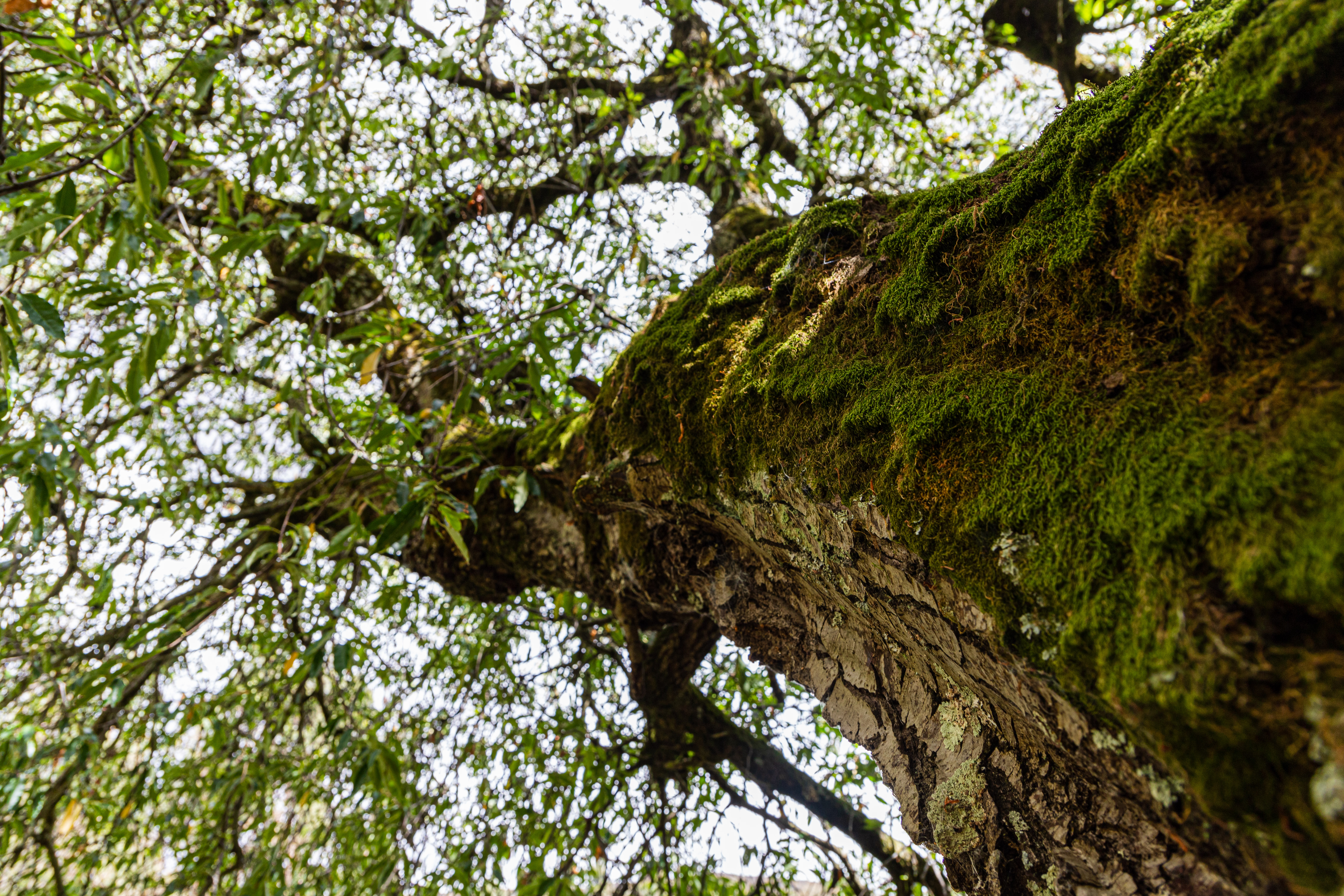
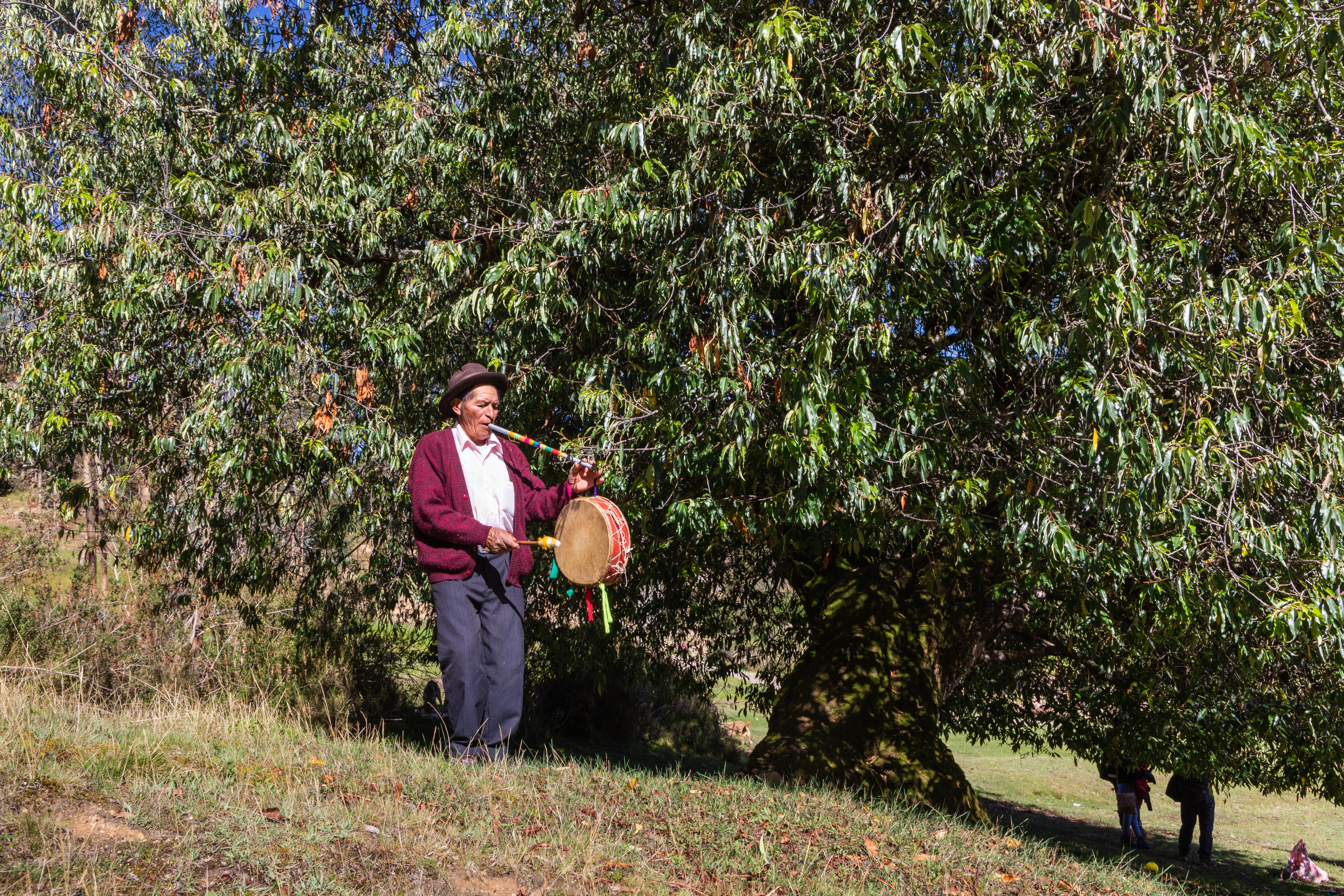
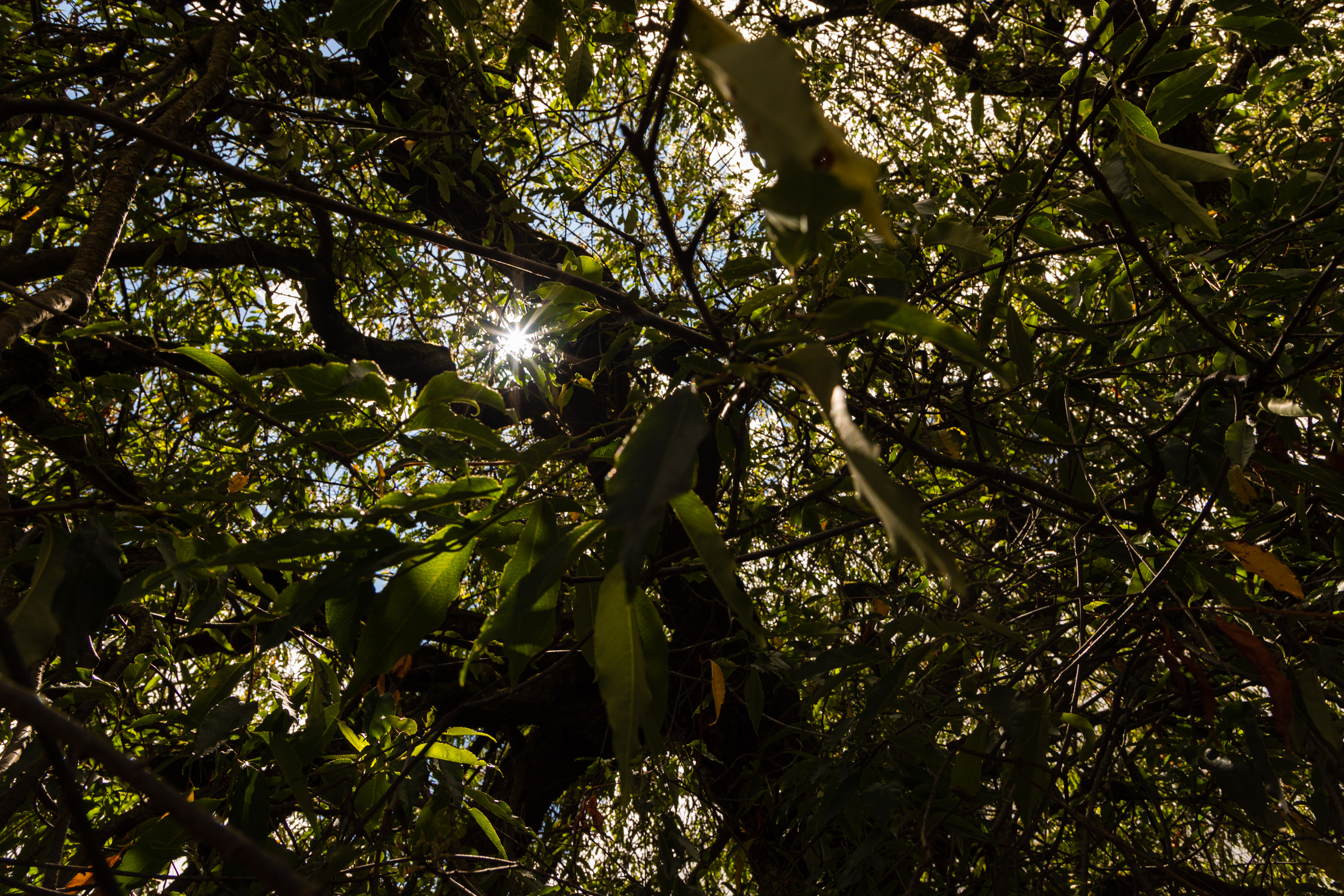